# Тимол
Тимол (систематична назва: 2-ізопропіл-5-метилфенол) — природний монотерпеновий фенол, похідний цимолу, C10H14O, ізомер карвакролу, який було знайдено в олії чебрецю, яку видобули із Thymus vulgaris - найпоширенішого виду чебреців, хоча багато інших видів рослин також містять тимол. Це біла кристалічна речовина із приємним ароматичним запахом та сильними антисептичними властивостями. Тимол також забезпечує специфічний, сильний аромат, завдяки якому чебрець також використовується як кулінарна приправа.

## Біологічна активність
Тимол — один із класів природних речовин, відомих як біоциди, із сильними антимікробними властивостями якщо використовувати самостійно, так і з іншими біоцидами, наприклад карвакролом. Також, біоциди природного походження, такі як тимол, можуть знизити резистентність бактерій до загальних ліків, наприклад, пеніциліну. Численні дослідження, що антимікробні властивості тимолу починаються від індукції антибіотичної сприйнятливості стійких до ліків збудників, до сильних антиоксидантних властивостей речовини. Дослідники показали, що такі природні біоциди, як тимол та карвакрол знижують резистентність бактерій до антибіотиків завдяки синергетичному ефекту, також тимол показав себе як ефективний фунгіцид, особливо у дії проти флуконазол-стійких штамів. Це особливо актуально, враховуючи, що зараження стійкими грибками Candida може викликати серйозні системні порушення у пацієнтів з імунодефіцитом, а сучасні методи лікування є високотоксичними, але мають низьку ефективність, через утворення стійких штамів Candida до лікарських препаратів. Речовини в ефірних оліях одного із видів материнки продемонстрували антимутагенні ефекти, а саме, карвакрол (ізомерного тимолу) і тимол, яких найбільше поміж наявних біологічно-активних речовин. Також є відомості,  що тимол має певні протипухлинні властивості. Хоча конкретний механізм дії невідомий, деякі дані підтверджують ефективність тимолу, принаймні біоцидальну дію від руйнування мембран.

Тимол діє як позитивний алостеричний модулятор ГАМКА in vitro. Тимол хімічно подібний до анестетика пропофолу.

## Хімічні властивості
Тимол слабо розчинний у воді при нейтральному pH, а в спиртах та інших органічних розчинниках дуже добре розчиняється. Також добре розчиняється в розчинах лугів завдяки депротонізації фенольної групи.
Тимол — тривіальна назва природної речовини, згідно сучасної хімічної номенклатури має кілька системних назв: 2-ізопропіл-5-метилфенол, ізопропіл-м-крезол, 1-метил-3-гідрокси-4-ізопропілбензен, апігуард, та інші.
Показник заломлення тимолу 1,5208, а експериментально визначений коефіцієнт дисоціації (pKa) складає 10,59 ± 0,10. Максимум поглинання ультрафіолетового спектру — 274 нм.

## Історія
Стародавні єгиптяни використовували тимол та карвакрол (основні складові у приготовлених препаратах із чебрецю) для приготування мумій. Зараз ці хімічні сполуки добре відомі за своєю протибактеріальною та протигрибковою дією, що узгоджується із їх використанням при підготовці мумій.
У Стародавній Греції чебрець широко використовувався через свої ароматичні властивості, наприклад спалювався у храмах для отримання відповідних аромату. Чебрець був також символом мужності та захвату, а фраз «пахнеш, як чебрець» використовували, щоб вказати на повагу до персони. Асоціативність чебрецю із мужністю продовжилася і на епоху середньовіччя, коли дами дарували своїм лицарям шарф із вишитою гілкою квітучого чебрецю та літаючою над гілкою бджолою. Х 16-го століття чебрецева олія використовувалася ак антисептик для полоскання роту і для зовнішнього використання.
Бджолиний бальзам із Монарди трубчастої і Монарди двійчастої, які в дикому вигляді поширені в Північній Америці, це природне джерело тимолу. Корінні американці племені Чорноногих виявили сильну антисептичну дію цих рослин, і використовували компреси із рослин при шкірних інфекціях та невеликих ранах. Відвари також використовуються для полоскання горла і порожнини рота при інфекціях, наприклад при карієсі, або гінгівіті.
Вперше тимол був виділений німецьким хіміком Каспаром Ньюманом в 1719 році. В 1853-му році французький хімік визначив емпіричну формулу тимолу, та назвав цю речовину. Вперше було синтезовано в 1882-му році Оскаром Відманом, шведським хіміком. Алан Тозет та М. Перрін вперше опублікували аналіз кристалічної структури з точно визначеним розташуванням атомів.

## Використання

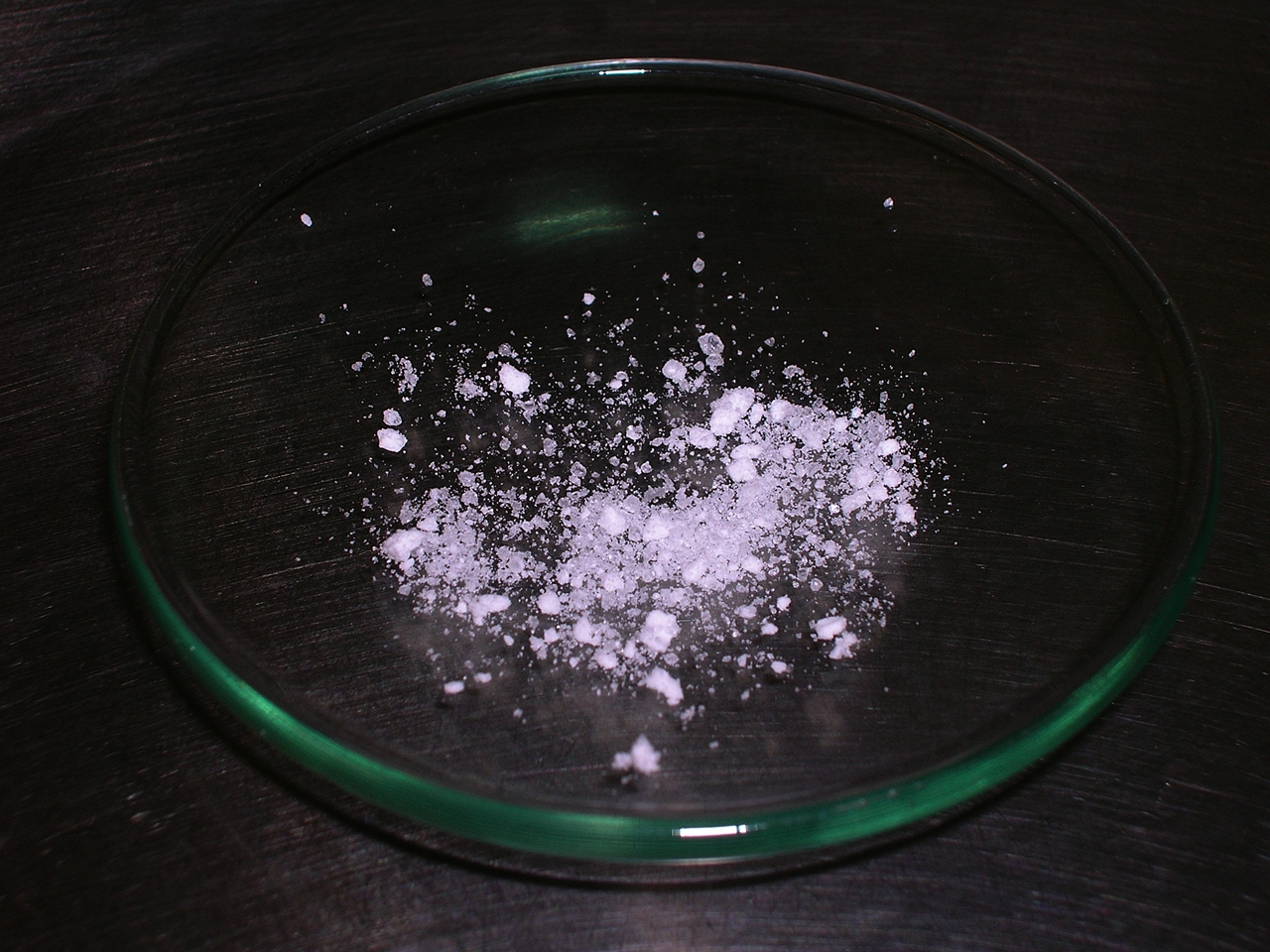
Кристали тимолу

Тимол має як протимікробні властивості завдяки фенольній групі, так і протибакреріальну активність, навіть до таких, як Aeromoans hydrophila та Staphylococcus aureus. Крім того тимол демонструє значну антибактеріальну післядію проти деяких мікроорганізмів. Така антибактеріальна активність зумовлені пригніченням росту та продукування молочної кислоти, при зменшенні поглинання клітиною глюкози. Тимол використовується у вигляді спиртового розчину, або у вигляді порошку для лікування мікозів або стригучого лишаю, а в США використовувався для лікування анкілостомозу. Також використовується як консервант в галотані, анестетик та антистетик в рідинах для полоскання роту. При використанні для зменшення зубного нальоту та гінгівіту, тимол виявився більш ефективним в комбінації із хлоргексидином, ніж при індивідуальному застосуванні. Тимол, як активний інгредієнт, використовується в деяких зубних пастах (наприклад, Еутимол).
Протигрибковий характер тимолу пов'язаний його здатністю змінювати морфологію гіфів і викликає їх агрегацію, зменшення діаметра гіфів та лізис гіфової стіни. До того ж ліпофільність тимолу призводить до його взаємодію із клітинними мембранами грибкових клітин, що призводить до втрат макромолекул клітинами.

Останні медичні дослідження на пацюках вказують, що «Екстракт тимолу мають розслаблювальний ефект на органи пацюків із β2-рецепторами (матка і трахеї)».
В доповіді 1994-го року п'ятьма провідними компаніями-виробниками цигарок, тимол вказаний як один із 599 додатків при виробництві цигарок.[перевірити]
Тимол може використовуватися як успішний метод контролю вароатозу, для запобігання бродінню та появи плісняви в бджолиних сім'ях.
Розроблені похідні тимолу та карвакролу із більшими протимікробними властивостями. Одержані складні ефіри метакрилової і п-стиролсульфонової кислот із тимолом можуть утворювати менш токсичні біоцидні макромолекули, які можна включати до полімерних ланцюгів.

Тимол також може використовуватися як засіб дезінфекції в медицині, так і як дезінфікувальний засіб загального використання.

## Список рослин, які містять тимол
- Euphrasia rostkoviana[7]
- Monarda didyma[джерело?]
- Monarda fistulosa[8]
- Trachyspermum ammi
- Origanum compactum[9]
- Origanum dictamnus[10]
- Origanum onites[11][12]
- Origanum vulgare[13][14]
- Thymus glandulosus[9]
- Thymus hyemalis[15]
- Thymus vulgaris[15][16]
- Thymus zygis[17]